# Medalla a los Vencedores de Yatay
La Medalla a los Vencedores de Yatay, o simplemente Medalla de Yatay, es una condecoración de honor dispuesta por el gobierno uruguayo para homenajear a los combatientes aliados que participaron en la Batalla de Yatay, parte de la Guerra de la Triple Alianza o del Paraguay.

## Características
La medalla fue acuñada por Juan Welker en Montevideo, es de forma oblonga u oval, de 34 por 28,5 milímetros (existió otra variante de 33,5 por 28,5 milímetros), en cuyo anverso presenta el texto «Vencedores del Yatay» y en su reverso la inscripción «17 de Agosto de 1865» orlada por dos ramas de laurel. Está acuñada en oro para los Jefes, en plata para los Oficiales y en cobre para la tropa.
La medalla pende de una cinta a rayas blancas y celestes, y se colocaba en el pecho. La condecoración también comprendía un diploma.

## Grados
Esta condecoración contaba con tres grados:
1. Jefes, en oro
2. Oficiales, en plata
3. la Tropa, en cobre